# 서파푸아주

서파푸아주의 위치

서파푸아주(인도네시아어: Provinsi Papua Barat)는 인도네시아의 주 가운데 하나로, 주도는 마노콰리이다. 인구는 569,570명(2010년 기준)이고, 면적은 60,275.33km2이다. 뉴기니섬 서부에 위치한다.
2003년 2월에 파푸아주로부터 분리될 당시의 이름은 서이리안자야주(Irian Jaya Barat)였는데, 2007년에 서파푸아주(Papua Barat)로 이름을 바꾸었다. 2022년에는 남서파푸아주가 서파푸아주에서 분리되어 신설되었다.

서파푸아주의 기
서파푸아주의 문장

## 인구
| 연도                                                                                | 인구      | ±%     |
| ----------------------------------------------------------------------------------- | --------- | ------ |
| 1971                                                                                | 192,146   | —      |
| 1980                                                                                | 283,493   | +47.5% |
| 1990                                                                                | 385,509   | +36.0% |
| 2000                                                                                | 571,107   | +48.1% |
| 2005                                                                                | 643,012   | +12.6% |
| 2010                                                                                | 760,422   | +18.3% |
| 2015                                                                                | 868,819   | +14.3% |
| 2020                                                                                | 1,134,068 | +30.5% |
| Source: Statistics Indonesia 2021. West Papua was part of Papua Province until 2004 |           |        |

## 같이 보기
- 파푸아주
- 중앙파푸아주
- 남파푸아주
- 파푸아고원주
- 남서파푸아주
- 자유 파푸아 운동